# Villapanillo
Villapanillo es una entidad de población española del municipio de Merindad de Cuesta-Urria, perteneciente a la provincia de Burgos, en la comunidad autónoma de Castilla y León.

## Historia
Hacia finales del siglo XIX, el lugar, ya por entonces perteneciente al ayuntamiento de Merindad de Cuesta-Urria, tenía contabilizada una población de alrededor de 110 habitantes. Aparece descrito en el undécimo volumen del Diccionario geográfico, estadístico, histórico, biográfico, postal, municipal, marítimo y eclesiástico de España y sus posesiones de ultramar de Pablo Riera y Sans con las siguientes palabras:

VILLAPANILLO.—V. agreg. al ayunt. de Merindad de Cuesta-Urria, cuya casa consistorial está en la v. de Nofuentes, otra de las que forman este ayunt. y de la que dista la localidad que describimos 2'4 k. Cuenta sobre unos 110 hab. y 59 edif., de los que 32 están inhabitados.—Org. civ. Corresponde á la prov. de Búrgos y contribuye, con su ayunt., para las elecciones de diputados provinciales y las de Córtes.—Org. mil. C. G. y G. M. de Búrgos.—Org. ecle. Pertenece á la dióc. de Búrgos, al arciprestazgo de Cuesta-Urria y tiene una iglesia parroquial, dedicada á San Quirico y Santa Julita, cuyo curato es rural de 2.ª.—Org. jud. Corresponde al part. jud. de Villarcayo y á las aud. de lo criminal y territ. de Búrgos.—Org. econ. Para el pago de sus impuestos depende, con su ayunt., de la Delegacion de Hacienda de su prov.—S. púb. Recibe y emite la corr. por la A. de Madrid á Irun, estacion de Bribiesca, cn. de Ramales, pt. de Trespaderne y car. de Frías.—Ob. púb. y med. de com. Sus caminos son los que atraviesan su tér. municipal.—Ins. púb. La escuela se halla en la cabecera de su ayunt..—Art., of., ind. La única ind. á que se dedican su moradores es la agrícola y of. inherentes á ella.—Pob. Nada de particular ofrece; son sus casas de sencilla construccion y en el mismo caso se halla la iglesia.—Sit. geog. y top. (Véase el artículo referente á su ayunt.).
(Riera y Sans, 1887, pp. 517-518)

En 2022, tenía empadronados siete habitantes.